# Арнолд—Кјаријева малформација
Арнолд—Кјаријева малформација је развојна аномалија базе мозга код које долази до померања одређених можданих структура у канал кичмене мождине. Као последица тога долази до поремећаја циркулације мождане течности (ликвора), а успорено је и њено ресорбовање. Често је уз ову малформацију присутна и спина бифида (расцеп коштаног канала кичмене мождине) с менингокелом. Код Арнолд—Кјаријеве малфорације се неретко формира и циста унутар ткива кичмене мождине што се назива сирингомијелија или хидромијелија. Таква циста обично узрокује неуролошке испаде.

## Назив
Болест је названа по Хансу фон Кјарију аустријски патологу и Јулиусу Арнолду немачком лекару.

## Подела
Ова малформација се дели у три категорије у зависности од степена померања и узрока обољења.
Тип I малформација подразумева спуштање дела малог мозга који се назива тонзила кроз отвор лобање који води у канал кичмене мождине. Друге структуре мозга нису померене.
Тип II се одликује већим померањем можданих структура. Осим тонзила малог мозга, постоји померање доњег дела црва (средишњег дела малог мозга који спаја његове хемисфере), четврте мождане коморе, хороидног плексуса (који производи мождану течност) и продужене мождине. Овај тип се обично јавља у склопу тежих развојних поремећаја као што је мијелодисплазија.
Тип III је посебан облик код кога постоји спина бифида у вратном делу заједно са испадањем можданих овојница и структура кроз тај отвор. 
Понекад се спомиње и тип IV малформације, који подразумева непотпун или потпун изостанак развоја доњих можданих структура. За разлику од прва три типа болести, овај тип уопште није повезан са померањем можданих структура.

## Клиничка слика
Најчешћи симптоми код типа I малфорације су: главобоља, бол у бази лобање (горњем делу врата), прогресивна сколиоза (кривљење кичме), оштећена функција малог мозга (поремећаји равнотеже, координације и мишићног тонуса), притисак на доњи део можданог стабла што узрокује промену боје гласа, честе инфекције респираторног система, поремећај гутања, цисте у кичменој мождини, промене осећаја додира, мишићна слабост која више погађа руке него ноге, абнормално повећан мишићни тонус итд. Често се виђају комбинације ових симптома.
Аномалије базе мозга које се јављају код овог типа Арнолд—Кјаријеве малфорације у 30—50% случајева су: базиларна импресија (притисак базе лобање на горњи део кичменог стуба), атланто-окципитална фузија (спајање првог пршљена са базом лобање), атланто-аксијална асимилација (делимично спајање првог и другог вратног пршљена), Клипел—Фајлова деформација (дефект у развоју вратних пршљенова са кратким вратом као главним обележјем и његовом ограниченом покретљивошћу), сколиоза и др. 
Поремећај можданог стабла се јавља у 10—47% случајева ове болести. Настаје због притиска померених можданих структура на мождано стабло у коме се налазе многи витални центри. Симптоми тога могу бити следећи: изненадан губитак мишићног тонуса и падање на под, главобоље, поремећаји вида, нистагмус (титрање очних јабучица), диплопије (дупле слике), укочени мишићи, сензорни и моторички испади, поремећај равнотеже и координације, отежан говор (дизартрија), отежано гутање (дисфагија) и др.
Тип II Арнолд—Кјаријеве малфорације се обично јавља у комбинацији са спином бифидом. Симптоми се могу јавити рано у детињству или касније. Млађа деца развијају симптоме недељама или месецима после рођења. Породица примећује отежано звучно дисање и виши тон током плача. Могу се јавити и периоди без дисања. Ако се нешта не предузме, јављају се тешкоће са гутањем, враћањем хране на нос или удисање хране (аспирација). Тело се обично поставља у необичне положаје, са главом и леђима у луку према назад и главом окренутом на једну страну. Код старије деце и адолесцената се јављају главобоље и слабост језика, гласа и гутања с епизодама несвестица и абнормалних покрета очију. Ако настане хидромијелија развија се спастичност (грчење) мишића и поремећај сензибилитета и моторике удова.

### Симптоми
- Неурогена дисфагија: отежано гутање. Уочено код пацијената који су потхрањени.
- Цијаноза: промена боје коже током јела.
- Главобоље које се погоршавају Валсалвиним маневрима као што су зевање, смех, плач, кијање, кашаљ, брза и изненадна промена положаја тела или брзо стајање
- Вртоглавица
- Тинитус (перцепција звука без спољашњег порекла за тело)
- Замагљен вид, диплопија
- Нистагмус (неправилни, невољни покрети једног ока)
- Неуралгија лица
- Лермитеов знак (електрични осећај који пролази кроз леђа и слабине)
- Слаб плач
- Анхидроза
- Слабост лица
- Плућна аспирација
- Мучнина: физиолошки и психолошки, осећај нелагодности и гађења у грлу, доњем делу грудног коша и стомаку који, се може описати, као осећај повећаног притиска у желуцу и најчешће је праћена повраћањем.[4]
- Бол у мишићима и/или слабост
- Промењен рефлекс уста
- Дисфагија (тешкоће при гутању)[5]
- синдром немирних ногу
- Апнеја у сну
- Проблеми са спавањем
- Оштећена координација
- У тешким случајевима могу се развити сви симптоми, као и знаци булбарне парализе.
- Парализа, услед притиска на цервико-медуларни спој, може да напредује „у смеру казаљке на сату“, са десне руке на леву ногу, затим десну ногу и на крају леву руку; или супротно од казаљке на сату.
- Папиледем на прегледу фундуса због повећаног интракранијалног притиска
- Дилатација зеница
- Дисаутономија: тахикардија (повећан број откуцаја срца), синкопа (губитак свести), полидипсија (интензивна жеђ), хронични умор1
- Апнеја: Изненадна, невољна пауза у дисању, обично током спавања.
- Gрч главе. Чешће код деце него код одраслих.
- Поремећаји артикулације говора (дизартрија)
- Пробавни поремећаји (метеоризам)
- Поремећаји контроле сфинктера (ноћна енуреза)
- Поремећаји равнотеже
- Сексуални поремећаји

## Дијагноза
Дијагноза се поставља на основу симптома и пропратних малформација. Доказује се рендгенским снимком главе и кичме, мијелографијом, магнетном резонанцом, компјутеризованом томографијом и допунским дијагностичким методама.

## Лечење
Лечење је углавном хируршко. Арнолд—Кјаријева малфорација се може лечити на више начина и при томе је терапијски успех око 70%. Ако постоји циста у кичменој мождини (хидромијелија, сирингомијелија), она се лечи одмах. 
Хируршки захвати се могу поделити у четири категорије:
- одстрањивање кости изнад малформације која отклања притисак на мождане структуре. Поступци су: субокципитална кранијектомија (отварање лобање у потиљачном делу) и горња цервикална ламинектомија (одстрањивање задњег дела вратног пршљена).
- одстрањивање течности из цисте у кичменој мождини одстрањивањем кости, отварањем кичмене мождине (мијелотомија) и постављањем катетера (пластичне цевчице која ће одстрањивати течност).
- одстрањивање сувишне течности пресецањем доњег врха кичмене мождине (терминална вентрикулостомија).
- пункција цисте преко коже и одстрањивање њеног садржаја.[2]

## Прогноза
Хируршки захвати су прилично успешни, а нуспојаве ретке. Након захвата може остати осећај нелагоде у потиљку, а могући узроци су: непрепознати хидроцефалус (накупљање мождане течности), асептични менингитис (упала можданих овојница), брадикардија (успорен рад срца) и проблеми са дисањем. Уколико се изводи мијелотомија, као пропратни ефекат се може јавити поремећај осећаја и моторике удова.
Код пацијената се две године после операције могу поновно јавити симптоми, па је потребна редовна контрола. Главобоља, вртоглавице, лоша координација и равнотежа повлаче се у 80% случајева, док се проблеми узроковани шупљином у кичменој мождини лече нешто теже.
Деца код којих су истовренено присутни и спина бифида (расцеп коштаног канала кичмене мождине) и Арнолд-Кјаријева малфорација тип II, имају високу стопу смртности чак и након операције.

## Историја
Аустријски патолог др Ханс Кјари (1851—1916) је први описао ову малфорацију крајем 19. века. Касније је његов колега др Јулијис Арнолд (1835–1915) у великој мери допринео даљем објашњавању болести, тако да су студенти др Арнолда предложили термин Арнолд—Кјаријева малфорација за означавање конкретног стања.